# فیوگیت‌های آبی
فیوگیت‌ها خانواده‌ای بودند که در تپه‌های کنتاکی زندگی می‌کردند و معمولاً تحت عنوان فیوگیت‌های آبی یا آبی‌های کنتاکی شناخته می‌شوند. آن‌ها به این دلیل شهرت دارند که ناقل یک ویژگی ژنتیکی بودند که منجر به ابتلا به بیماری متهموگلوبینمی شده بود. این مشکل به آن‌ها پوستی آبی‌رنگ داده بود.

## اجداد
مارتین فیوگیت و الیزابت اسمیت که حدوداً در سال ۱۸۰۰ در نزدیکی هازارد، کنتاکی ازدواج کرده و ساکن شده بودند؛ هر دو حامل ژن متهموگلوبینمی مغلوب (met-H) بودند. مانند طایفه‌ای که در نزدیکی‌شان بود و فرزندان فیوگیت‌ها با آن‌ها ازدواج کردند. در نتیجه، بسیاری از فرزندان فیوگیت‌ها با met-H متولد شدند.
فرزندان مبتلا به ژن این بیماری تا قرن بیستم به زندگی در مناطق اطراف Troublesome Creek و بالکریک ادامه دادند تا سرانجام مورد توجه دو نفر قرار گرفتند. یک پرستار به نام روت پندگرگراس و یک خون‌شناس به نام مادیسون کاوین. آن‌ها مطالعه دقیقی از وضعیت و اجداد آن‌ها انجام دادند.
کاوین فیوگیت‌ها را با متیلن بلو درمان کرد که باعث کاهش علائم آنها و کاهش رنگ آبی پوستشان شد. وی سرانجام تحقیقات خود را در  بایگانی طب داخلی در سال ۱۹۶۴ منتشر کرد.
وقتی جابجایی در قرن بیستم آسان‌تر شد و افراد خانواده در کشور پخش شدند، شیوع این ژن در جمعیت محلی کاهش پیدا کرد و احتمال ناقل شدن نسل بعدی به آن کمتر شد.
بنیامین استیسی، متولد ۱۹۷۵ میلادی، آخرین زاده شناخته شده از فیوگیت‌ها است که با مشخصه پوست‌آبی این بیماری زاده شد اما با بزرگ شدن به تدریج رنگ آبی پوست خود را از دست داد.
گمانه‌زنی‌ها این است که برخی دیگر از آمریکاییان مبتلایان به متهموگلوبینمی احتمالاً جدی از فیوگیت‌ها داشته باشند. اما هیچ پژوهشی هنوز این حدس را تأیید نکرده‌است.